# نيلوفر بيضائي

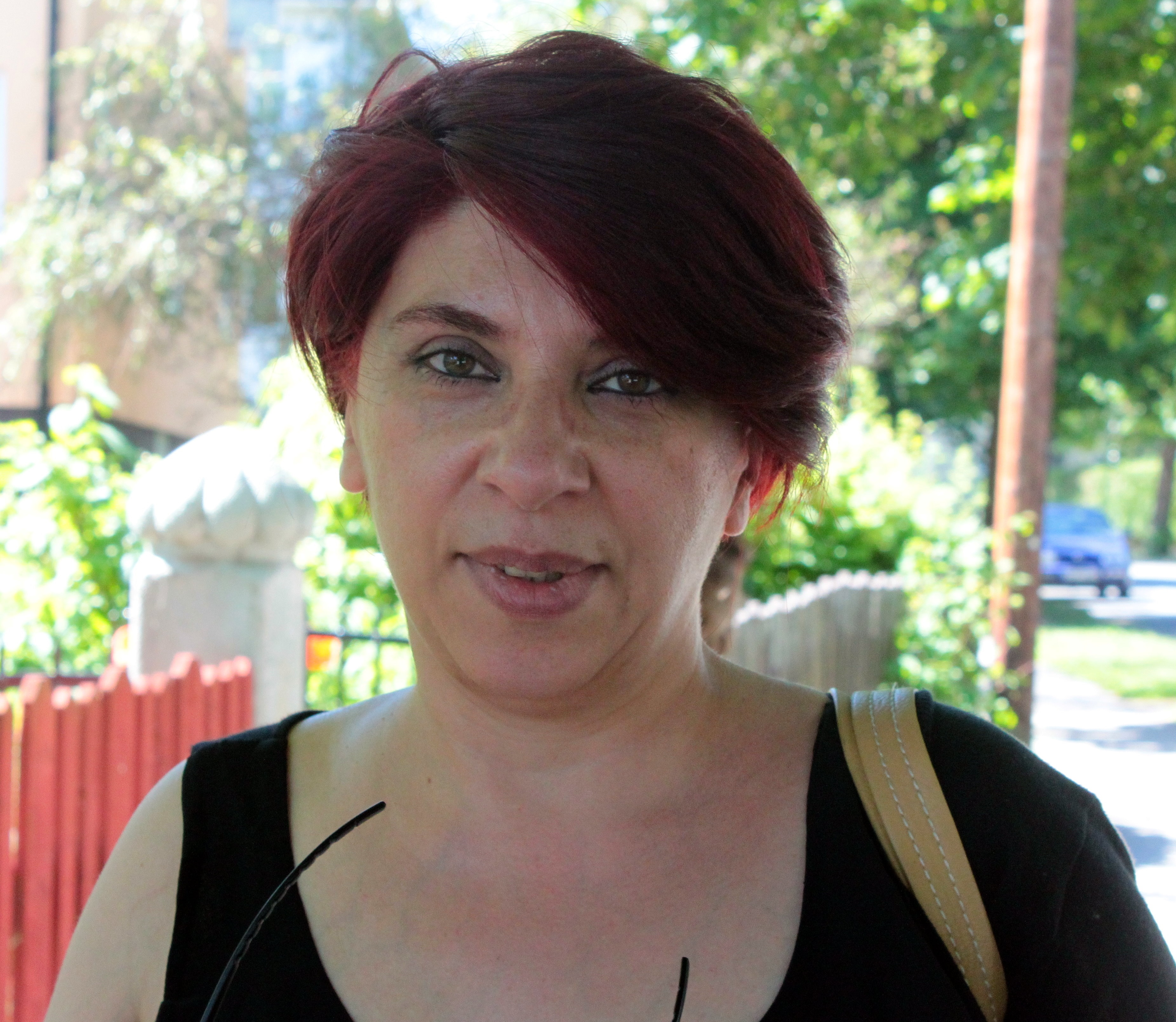
صورة شخصية ل نيلوفر بيضائي

نيلوفر بيضائي كاتبة ومخرجة مسرحية إيرانية في مجال الدراما.

## الحياة
نيلوفار بيضائي (بالفارسية: نيلوفر بيضائي) هي ابنة المخرج الشهير الإيراني بهرام بيضائي ومنير عزام الذي ينحدر من عائلة من فنية كاملة. عمها إيراج رامينفار هو أحد أشهر مصممي الأزياء ومصممي الديكور المسرحي في إيران. عم والدتها عباس جافانمارد هو أحد أكثر مخرجي المرحلة تأثيرًا في الأربعينيات والسبعينيات في إيران.
في عام 1985 اضطرت نيلوفر إلى مغادرة إيران لأسباب سياسية ودرست الأدب الألماني والمسرح والسينما ودراسات الإعلام والتعليم في جامعة يوهان فولفجانج جوته في فرانكفورت. بعد الانتهاء من دراستها الأكاديمية أسست عام 1994 فرقة المسرح «داريتشي» في فرانكفورت. ومنذ ذلك الحين حتى الآن تقود هذه المجموعة كمدير مسرحية ومصممة الإضاءة والملابس. هي متزوجة ولها ابنة.

## الجوائز
- 2005: «الأكاديمية العالمية للفنون والآداب ووسائل الإعلام» الفارسية بودابست: أفضل مخرج في فئة الفنون الأدائية.[3][4]
- 2018: جائزة الجمهور لمسرحيتها «في هذا المكان وفي هذا الوقت» في مهرجان المسرح الإيراني في Heildelberg 3. فبراير 2018.[5]
- 2018: ََ تحية للمخرج والكاتب المسرحي السيدة نيلوفر بيزاي تليها السيدة الموسيقية في المرآة، 2 و 3 مارس 2018.[6]
- 2018: جائزة أفضل شخصية لعام 2018 من «مؤسسة تراث باسارجاد» لمجالي الفن والثقافة في مارس 2018.[7]